# 弁慶外伝
『弁慶外伝』は、サン電子が開発し1989年12月22日に発売されたPCエンジン用ロールプレイングゲーム。
プレイヤーは魑魅魍魎が渦巻く鎌倉時代初期の日本を舞台に、主人公キャラ「鬼若（きじゃく）」となり、自身の出生の謎を解く為、日本全国への旅に出る。ゲームの進行途上で三郎・沙夜香・弁慶らが仲間に加わり、最大4人までパーティーを組む。ゲームデータの記録は、「旅の記録」と呼ばれるパスワードもしくは天の声2などの外部記憶ユニットを用いたセーブが可能（セーブした内容はどちらの方法でも変わらない）。
キャラクター・デザインは漫画家の本宮ひろ志、脚本はシナリオライターの中村一朗、プログラムはファミリーコンピュータ用ソフト『リップルアイランド』（1988年）を手掛けた酒井敦史、音楽はPCエンジン用ソフト『アウトライブ』（1989年）を手掛けた影山雅司およびファミリーコンピュータ用ソフト『バットマン』（1989年）を手掛けた原伸幸、題字は書道家の寺田白雲が担当している。
2007年にWii用ソフトとしてバーチャルコンソールにて配信された他、2010年にPlayStation 3およびPlayStation Portable用ソフトとしてPCエンジンアーカイブスにて配信、さらに2017年にWindows用ソフトとしてプロジェクトEGGにて配信された。
後に続編としてスーパーファミコン用ソフト『弁慶外伝 沙の章』（1992年）が発売された。

## ゲーム内容
オーソドックスなドラゴンクエストタイプの2D見下ろし型フィールドマップ型RPGで、ランダムエンカウントで現われる敵と戦闘を行い、経験値と銭を入手。経験値が一定数溜まると体力・法力・力・素早さが上昇し、攻撃力（力の数値分）と守備力（素早さの半分）が上がる。また法術を使える人物は一定レベルで新たな法術を会得するが、人物によって覚えるレベルと法術に違いがある。装備は、武器・胴・頭の3箇所。
文章には漢字も使われており、ひらがな・カタカナに比べやや大き目で表示されている。

## ストーリー
京を中心に、北は蝦夷から南は九州まで日本全国を旅し、様々な謎を解き宝物を集め、最終的には「裏鎌倉」と呼ばれる場所に存在する源頼朝を倒すのが目的。だが頼朝を倒した後、真の黒幕が控えていた。

## プレイヤーキャラクター
プレイヤーキャラはイベントにより出入りする。順番は必ず固定。
鬼若（きじゃく）
主人公。戦闘・法術両方を使いこなすバランスタイプ。その出生にある謎を秘めている。
三郎
本名は伊勢三郎。かすみの砦をねぐらにする義賊の頭領。最初に仲間になる。物理攻撃を得意とする戦士型で全く法術は使えないが、体力、力は平均的に上がる為、序盤は頼りになる。見た目は『天地を喰らう』の関羽と同じ。あるイベントでパーティーから外れ、シナリオに一切関わらなくなる。
沙夜香（さやか）
出羽三山で最高の法術師であるパーティ唯一のおしとやかな女性。取扱説明書とゲームでは口調が全く異なる。三郎の次に仲間になる。様々な法術を覚え、パーティーを支援することが可能。但し物理攻撃による戦闘は不得手。主人公を除けば、唯一パーティーから外れることの無いキャラ。
弁慶
有る場所に封印されている、伝説の僧兵。三郎と同じ物理攻撃を得意とする戦士型の人物。三郎よりも力や体力は高いが素早さに劣る。僧兵ではあるが法術は全く使えず、装備出来る武具も非常に限られる。鬼若の出生の秘密を知る人物であり、終盤にはあるイベントによってパーティーと戦わなければならなくなる。
法眼（ほうがん）
林省寺の和尚で鬼若を幼い頃に引き取った育ての親。あるイベントにより三郎と交代でパーティーに加わる。「邪極無転」と呼ばれる究極の法術を唯一戦闘時に利用できる（但しプレイヤーが任意に使用することは出来ない）。この法術を使用するイベントを起こさないと先に進めない。様々な法術を使う事が出来るが、装備は何故か三郎のものを引き継いでいる。
義経
法眼があるイベントによりパーティーから外れた後に加わる、とある場所に封印されていた最後に仲間に加わる人物。見た目は鬼若にそっくりであり、戦闘・法術両方をさらにバランス良く使いこなす事が可能。武具は一切装備出来ないが、それでも鬼若のステータスを上回る強さを持つ。

## 移植版
| No. | タイトル | 発売日         | 対応機種                                                 | 開発元     | 発売元             | メディア                                | 型式 | 備考 |
| --- | -------- | -------------- | -------------------------------------------------------- | ---------- | ------------------ | --------------------------------------- | ---- | ---- |
| 1   | 弁慶外伝 | 2007年4月17日  | Wii                                                      | サンソフト | サンソフト         | ダウンロード （バーチャルコンソール）   | -    |      |
| 2   | 弁慶外伝 | 2010年12月15日 | PlayStation 3 PlayStation Portable (PlayStation Network) | サンソフト | サンソフト         | ダウンロード （PCエンジンアーカイブス） | -    |      |
| 3   | 弁慶外伝 | 2017年11月14日 | Windows                                                  | サンソフト | D4エンタープライズ | ダウンロード （プロジェクトEGG）        | -    |      |

## スタッフ
- 脚本：中村一朗
- 制作：酒井敦史、籏野篤
- 美術：石川巧、鈴木才儒
- 音楽：影山雅司、原伸幸
- 進行：江口弘泰、東谷浩明
- 題字：寺田白雲（書家）
- 協力：本宮企画、本宮ひろ志
- 監修：吉田喜春

## 評価
ゲーム誌『ファミコン通信』の「クロスレビュー」では7・6・7・5の合計25点（満40点）、『月刊PCエンジン』では85・85・75・80・90の平均83点（満100点）、『PC Engine FAN』の読者投票による「ゲーム通信簿」での評価は以下の通りとなっており、23.53点（満30点）となっている。また、この得点はPCエンジン全ソフトの中で64位（485本中、1993年時点）となっている。同雑誌1993年10月号特別付録の「PCエンジンオールカタログ'93」では、ゲームシステムがシンプルである事を指摘しているが、舞台背景などの設定が凝っている事を取り上げた上で「戦闘のおもしろさを存分に楽しめるようになっている」と称賛した。また、民話や伝承がストーリーに組み込まれている事や、コマンドや名前が漢字表記である事に関して「和風の雰囲気を盛り上げる」と肯定的に評価した。
| 項目 | キャラクタ | 音楽 | 操作性 | 熱中度 | お買得度 | オリジナリティ | 総合  |
| 得点 | 4.12       | 3.96 | 3.73   | 4.24   | 3.84     | 3.65           | 23.53 |